# Ål (plaats)
Ål is een plaats in de gelijknamige gemeente in Noorwegen, provincie Buskerud. Ål telt 2281 inwoners (2007) en heeft een oppervlakte van 3,23 km².